# Crave (télévision)
Pour les articles homonymes, voir Crave.
Crave est un bouquet payant de chaînes de télévision canadiennes anglophones lancé le 1er février 1983 et appartenant à Bell Media. Elle est principalement axée sur le cinéma et les séries en avant-première.
Crave et Starz sont souvent dans le même ensemble fourni par les distributeurs.

## Chaînes
The Movie Network était composée de 5 chaînes :
- M : La chaîne principale qui présente des nouveautés tous les jeudis, vendredis et samedis soir, ainsi que la plupart des séries originales de Showtime.
- M Excess : Les films d'action et d'aventures se retrouvent sur cette chaîne, ainsi que les films pour adultes.
- M Fun! : Les comédies se retrouvent sur cette chaîne.
- M Fest : Les films indépendants, étrangers et nommés pour les remises de prix se retrouvent sur cette chaîne.
- HBO Canada : Version canadienne du service américain HBO. On y présente les séries originales de HBO en même temps que leur diffusion aux États-Unis, ainsi que des films et documentaires du catalogue de HBO le reste du temps. HBO 2 peut aussi être disponible chez certains distributeurs, il s'agit de la version de HBO Canada à l'heure des Rocheuses dans l'ouest du pays.

Depuis 2018, les quatre chaînes sont renommées Crave 1 à 4 (conservant HBO). La quatrième chaîne est identique à la première avec un décalage de deux heures à l'heure des Rocheuses.
Les services de télévision à la demande se retrouvent sur la plateforme Crave, offerts chez les distributeurs participants.

## Histoire
Devant la disponibilité des services américains tels que HBO, et que des canadiens se tourne vers les services par satellite américains, le CRTC a entendu 24 demandes en septembre 1981 pour des services de télévision payante. Une licence a été attribuée à First Choice Canadian Communications Corp. et une autre à Allarcom le 18 mars 1982. Les deux services ont été lancés le 1er février 1983. Le slogan original de First Choice était « Look Out for Number One! Look Out for First Choice! ». Le premier film diffusé a été Rien que pour vos yeux.

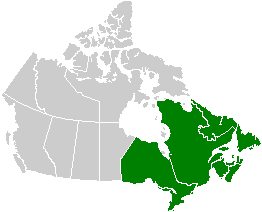
Carte du secteur couvert par The Movie Network de printemps 1984 au 1 mars 2016.

Au printemps 1984, le bilan financier de la télé payante était désastreux, et une restructuration était nécessaire. First Choice a donc été assigné à la partie est de la frontière Ontario-Québec, alors que SuperChannel est assigné aux provinces de l'Ouest de cette frontière ainsi que les territoires du nord canadien. Les deux services s'affichaient alors sous le nom "First Choice Superchannel" dont l'étoile de Superchannel est prominent, et ce jusqu'en 1989 lorsque les services ont repris leur nom respectif. Le slogan de First Choice est devenu The Movie Network, qui est devenu le nom de la chaîne en 1993.
First Choice avait aussi un équivalent francophone, appelé "Premier Choix" qui, peu après avoir fusionné avec TVEC, est devenu Super Écran.
Le 16 mars 2012, Bell Canada (BCE) annonce son intention de faire l'acquisition d'Astral Média, y compris The Movie Network, pour 3,38 milliards de dollars. La transaction a été refusée par le CRTC. Bell Canada a alors déposé une nouvelle demande le 4 mars 2013, qui a été approuvée le 27 juin 2013.
Le 1er mars 2016, elle remplace Movie Central, son équivalent dans l'ouest canadien, exploité par Corus Entertainment.
Le 1er novembre 2018, The Movie Network est devenu Crave. Le même jour, le service de vidéo à la demande CraveTV a également changé de nom, les obligeant à partager le même nom et le même logo.

### Identité visuelle (logo)

Logo de The Movie Network de 2001 au 1er novembre 2018.
Logo de Crave depuis le 1er novembre 2018.

## Haute définition
The Movie Network HD a été lancé au mois de mai 2005 et diffusait en simultané le film d'une des 5 chaînes, selon la disponibilité du format des films et de l'horaire. Par exemple, la chaîne pouvait diffuser en simultané le film débutant à 21 h sur M ainsi que le film suivant, puis diffuser le film pour adultes après minuit en simultané avec MExcess.
Plus tard une version HD de MMore a été lancée, qui est devenu HBO Canada le 30 octobre 2008.
Depuis le lancement de MExcess HD et MFun! HD le 2 décembre 2009, la chaîne M HD est devenue un simultané en tout temps de la chaîne principale M.
M Fest HD a été lancée en haute définition le 18 septembre 2012.

## Programmation
Les films en primeur sont diffusés les jeudis, vendredis et samedis à 21 h (vers 19 h 30 pour les films de type familial ou pour enfants), alors que des séries originales, provenant principalement de Showtime, sont diffusées les dimanches et lundis soirs. Les séries de HBO étaient diffusés sur la chaîne principale jusqu'au lancement de HBO Canada.